# International Floorball League
Die 3 Nations International Floorball League ist eine multinationale Liga, in der Vereine aus Österreich, Slowenien und Ungarn spielen. Sie besteht bei den Männern aus zehn und bei den Damen aus acht Mannschaften. Nach der Qualification Round spielen die besten vier Mannschaften im Salming IFL Final 4 und die Meisterschaft.

## Geschichte
Seit 2018 ist die IFL die höchste Liga der Männer Österreichs und Sloweniens, wobei jeweils die besten drei Vereine in der Liga spielen. Seit 2019 nehmen auch die drei besten ungarischen Teams teil. 2024 wurde die Liga auf zehn Teams aufgestockt (mit nun vier österreichischen Teams). Aus Slowenien und Ungarn verließen die Saison darauf allerdings je ein ungarischer und slowenischer Verein die Liga, womit die Ligastärke derzeit wieder bei acht Teams steht.
Die Damenkategorie besteht seit der Saison 2024/25. Anfangs mit vier österreichischen Teams und dem FBC München aus Deutschland kamen zur aktuellen Saison 2026 noch ein weiteres österreichisches und zwei ungarische Teams hinzu. Damit besteht die W-IFL ebenfalls aus acht Mannschaften.

## Mannschaften 2025/26
Heren
- FBK Insport Škofja Loka (Meister)
- VSV Unihockey
- FBC Borovnica
- Wiener Floorball Verein
- KAC Floorball
- Phoenix Fireball
- FBC Dragons
- IBK Cartoon Heroes

Frauen
- Wiener Floorball Verein (Meister)
- FBC München
- HSI Wikings
- FBC Dragons (österreichischer Meister)
- UHC Linz
- SZPK Komárom (Neueinsteiger)
- Phoenix Fireball (Neueinsteiger)
- VSV Unihockey (Neueinsteiger)

## Bisherige Titelträger

### Herren
| Jahr | Meister                                   | Vizemeister                               |
| ---- | ----------------------------------------- | ----------------------------------------- |
| 2019 | FBK Insport Škofja Loka                   | VSV Unihockey                             |
| 2020 | FBK Insport Škofja Loka                   | Phoenix Fireball                          |
| 2021 | Aufgrund der Corona-Pandemie ohne Meister | Aufgrund der Corona-Pandemie ohne Meister |
| 2022 | FBK Insport Škofja Loka                   | FBK Polanska Banda                        |
| 2023 | FBK Insport Škofja Loka                   | SZPK-DESEF Komárom                        |
| 2024 | FBK Insport Škofja Loka                   | SZPK Sárosi Optika Komárom                |
| 2025 | FBK Loka                                  | VSV Unihockey                             |
| 2026 |                                           |                                           |

### Frauen
| Jahr | Meister                 | Vizemeister |
| ---- | ----------------------- | ----------- |
| 2025 | Wiener Floorball Verein | FBC München |
| 2026 |                         |             |